# Lusitanops hyaloides
Lusitanops hyaloides är en snäckart som först beskrevs av Philippe Dautzenberg 1925.  Lusitanops hyaloides ingår i släktet Lusitanops och familjen Turridae. Inga underarter finns listade i Catalogue of Life.